# Copelatus bombycinus
Copelatus bombycinus är en skalbaggsart som beskrevs av Guignot 1952. Copelatus bombycinus ingår i släktet Copelatus och familjen dykare. Inga underarter finns listade i Catalogue of Life.